# دانيال باركر (سياسي)
دانيال باركر (بالإنجليزية: Daniel Parker)‏ هو مُحرِّر وصحفي وسياسي أمريكي، ولد في 6 أبريل 1781 في مقاطعة كلبيبر في الولايات المتحدة، وتوفي في 3 ديسمبر 1844 في مقاطعة أندرسون في الولايات المتحدة.